# Herta Oberheuser
Herta Oberheuser (Colonia, 15 de mayo de 1911 - Linz am Rhein, 24 de enero de 1978) fue una médica alemana. 
Ejerció su especialidad de dermatología en el campo de concentración para mujeres de Ravensbrück bajo la dirección del doctor Karl Gebhardt, de 1940 a 1943.
Sus experimentos fueron de los más perversos y dolorosos practicados por estos médicos; se basaban principalmente en infligir heridas a los prisioneros e infectarlas para simular las heridas de los soldados alemanes que combatían en el frente. Para ello se valía de madera, clavos oxidados, astillas de cristal, suciedad y serrín. También experimentó con niños, llegando a inyectarles aceite y evipán (barbitúrico conocido como hexobarbital) para extirparles luego los miembros y órganos vitales. De la inyección a la muerte se tardaban unos 3 a 5 minutos, siendo conscientes las víctimas de sus efectos hasta el último momento.

## Juicio
En 1946 comenzaron en Núremberg los juicios contra los nazis que realizaron estos “experimentos médicos”. Herta fue la única mujer del grupo de los 15 médicos hallados culpables y sentenciada a 20 años de cárcel, aunque consiguió la libertad a los diez años por buena conducta. Volvió a ejercer la medicina como médico de familia en Stocksee, Alemania, pero perdió la licencia para ejercer en 1958, cuando una superviviente de Ravensbrück la reconoció.